# À la poupée

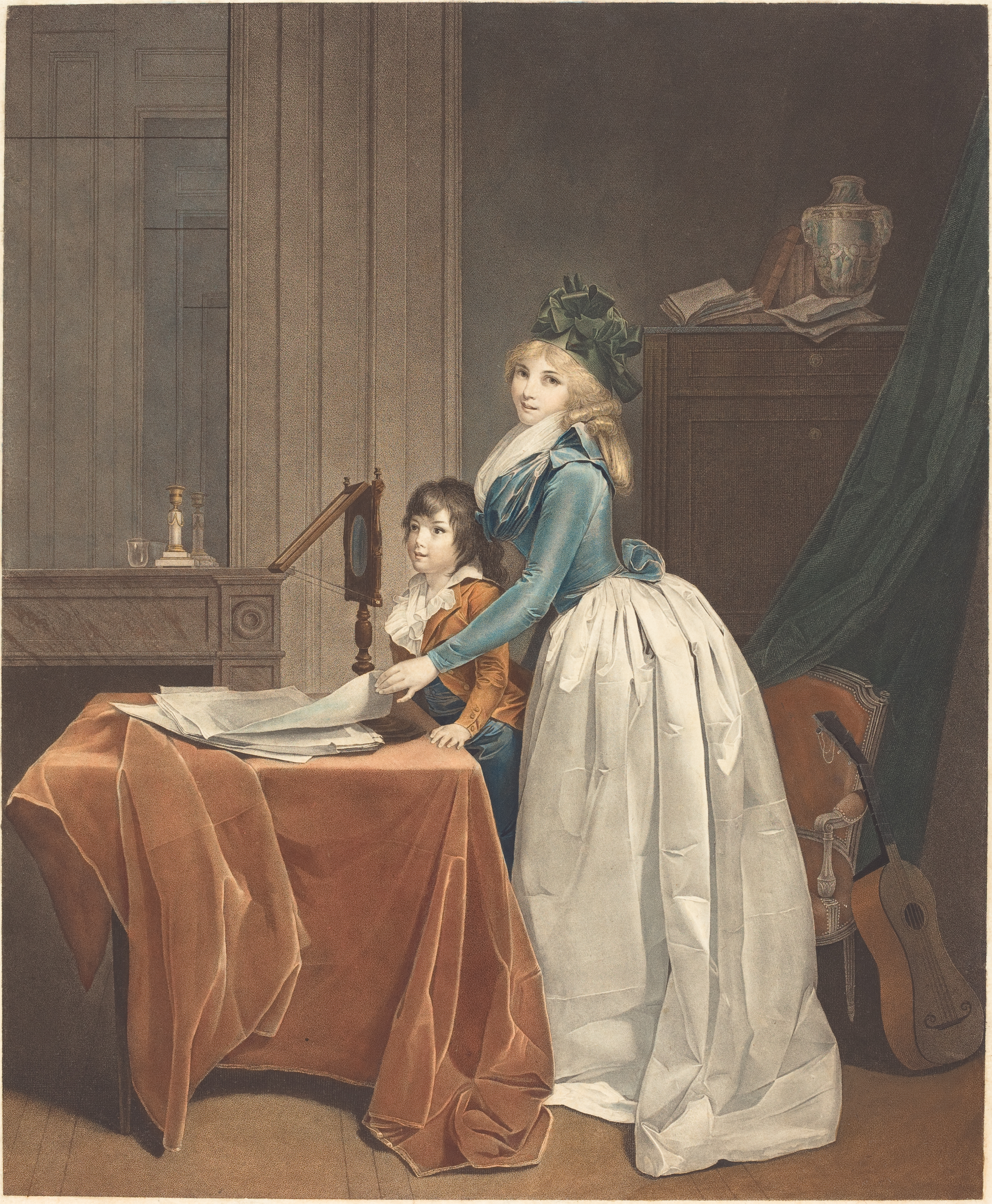
Frédéric Cazenave na podstawie dzieła Louisa-Léopolda Boilly’ego, L’Optique, ok. 1793 r., akwaforta łączona z lawowaniem, à la poupée w kolorze czarnym, brązowym i zielonym, z ręcznym kolorowaniem. Syn rewolucjonisty Georges’a Dantona i jego 16-letniej macochy

À la poupée – historyczna technika druku wklęsłego, która polega na wykonywaniu kolorowych odbitek poprzez nakładanie różnych kolorów farby na jedną matrycę za pomocą kulistych zwitków materiału, po jednym dla każdego koloru. Papier przechodzi przez prasę tylko raz, ale farbowanie musi być starannie powtarzane po każdym wydrukowaniu. Każda odbitka zazwyczaj różni się przynajmniej nieznacznie.
Mimo że wynaleziono ją znacznie wcześniej, technika ta stała się powszechna dopiero pod koniec XVII i na początku XIX wieku. Zawsze była alternatywą dla odręcznego malowania akwarelą; często łączono te dwa sposoby. Duże obszary, takie jak niebo w krajobrazach, można było wykonać metodą à la poupée, a szczegóły ręcznie pokolorować. Stosowano metodę we wszystkich technikach druku wklęsłego, ale najlepiej sprawdzał się w miedziorycie punktowym, „dając jasny i czysty wygląd”.
Termin à la poupée w języku francuskim oznacza „na laleczkę”, przy czym „laleczka” to kłębek materiału w kształcie kuli. Termin ten zaczęto używać dopiero po roku 1900; w różnych językach używano wówczas wielu innych terminów. Opisy techniczne wskazują, że farba była nakładana płaskim pędzlem co najmniej tak samo często jak to robiono „lalką”.

## Technika

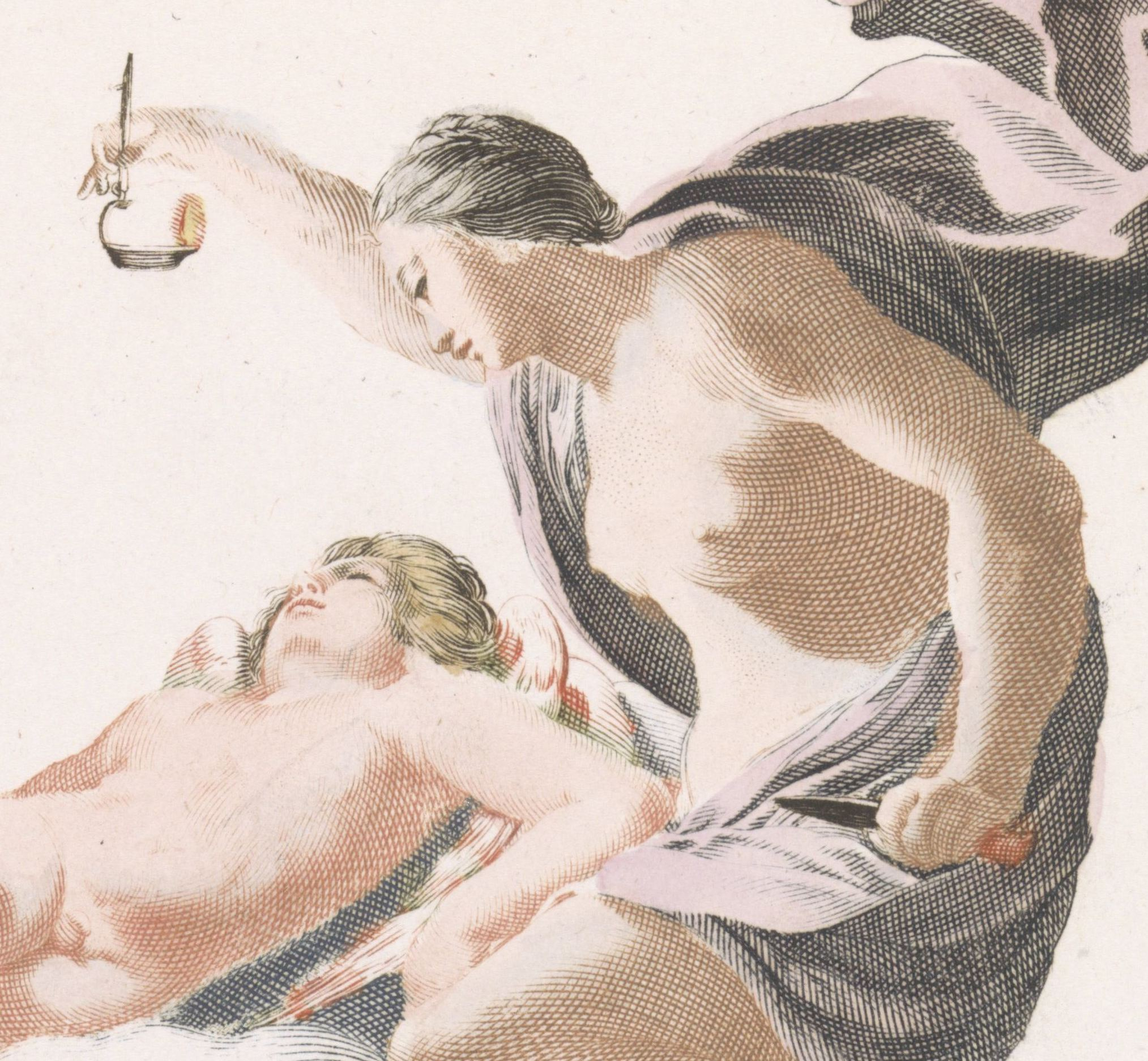
Fragment Amora i Psyche, na podstawie pracy Simona Voueta, rycina stworzona metodą à la poupée, z dodatkowym kolorowaniem ręcznym (kolor cielisty, różowy w szacie i żółte włosy Amora), warsztat Teylera, 1688–98

Podobnie jak w przypadku druku monochromatycznego w technice wklęsłodruku (takiego jak miedzioryt, akwaforta, mezzotinta i akwatinta), farbę rozprowadzano na matrycy (zwykle miedzianej), a następnie nadmiar ścierano z powierzchni, pozostawiając ją tylko w rytach. Było to znacznie trudniejsze i wolniejsze, kiedy różne kolory medium nakładano na różne obszary, co raczej przypominało proces malowania, a nie rozprowadzania jednego koloru na całej płycie za pomocą tego, co dziś nazywane jest raklem. W przypadku, gdy pożądane było przejście tonalne, nie ścierano całej farby z powierzchni płyty. Prasa drukarska wciskała lekko wilgotny papier we wgłębienia, aby zebrać farbę i wydrukować ilustrację. Aby przygotować płytkę do następnego odbicia, wycierano ją do czysta i powtarzano cały proces. Przypuszcza się, że drukarz zazwyczaj pracował na podstawie pierwowzoru, prawdopodobnie akwarelowego.
Technika była nieco zróżnicowana; relacja oparta na paryskiej praktyce z XIX wieku głosi, że najpierw nakładano dość cienką warstwę „barwy, zwykle brązowo-czarnej lub szarej” na całej powierzchni, z wyjątkiem obszarów ciała, co nadawało „delikatny ton”, który „dominował na obrazie”. Jednak czołowy wczesny praktyk Johannes Teyler inaczej postępował – zamiast tego nakładał farbę bezpośrednio na linie, choć według Antony’ego Griffithsa rezultaty „wyglądają bardzo dziwnie”. Późniejsi graficy stosowali głównie technikę à la poupée, tworząc ton, a nie tylko kontur, tak jak w miedziorycie punktowym, mezzotintcie i akwatintcie. Używano go powszechnie w przypadku matryc mezzotintowych.

## Historia

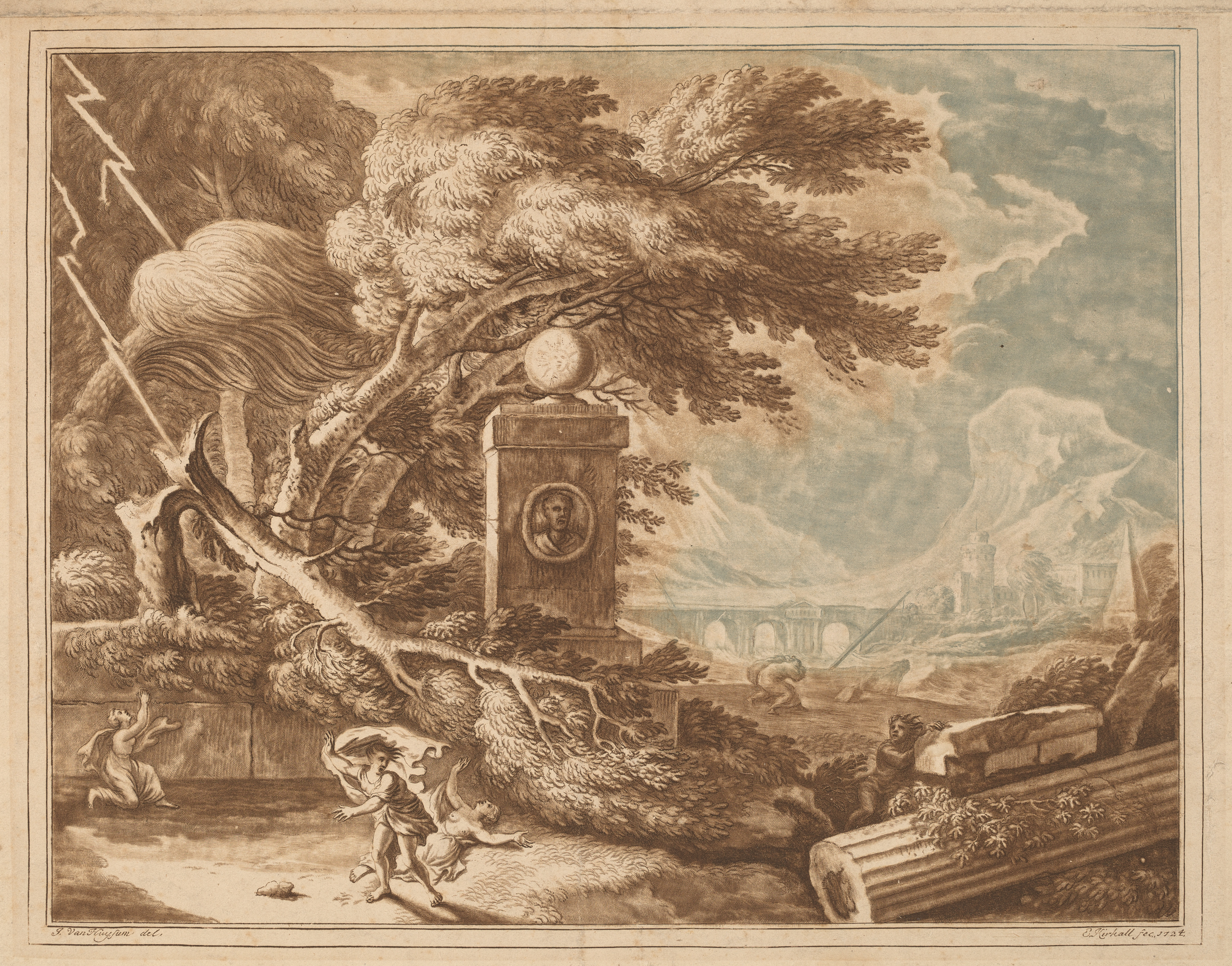
Elisha Kirkall, Heroiczny burzliwy krajobraz, mezzotinta i akwaforta wydrukowana metodą à la poupée w dwóch kolorach, na podstawie pracy Jana van Huysuma, 1724

Najwcześniejszym znanym przykładem tej techniki jest odbitka religijnej ryciny autorstwa Agostino Veneziano z około 1525 roku, na której Matka Boska z Dzieciątkiem są wydrukowane na czerwono, a otaczający je święci i tło – na niebiesko. Inne wczesne zastosowania tej techniki polegały na kolorowaniu ilustrowanych stron tytułowych książek, które w innych okolicznościach byłyby czarno-białe. Najstarszym przykładem strony tytułowej, na której wykorzystano ten sposób była Architectura Wendela Dietterlina, z różnymi wydaniami norymberskimi z lat 1593–1598; była to bogato ilustrowana i bardzo wpływowa książka na temat ornamentyki architektonicznej.
Odrodzenie zainteresowania tą techniką nastąpiło około wieku później dzięki m.in. holenderskiemu artyście Johannesowi Teylerowi, który w 1688 roku otrzymał patent na tę technikę i sfinansował warsztat wykonujący odbitki w tej technice. Przez około dziesięć lat warsztat wyprodukował ponad 800 różnych odbitek, używając nawet ośmiu kolorów. Były to przeważnie dzieła o tematyce dekoracyjnej z różnych epok, ale znajdowały się tam również reprodukcje starych mistrzów, częściej francuskich niż holenderskich lub włoskich. Tę technikę wkrótce przyjęli inni, zwłaszcza w Holandii, a później we Francji. Od około 1695 roku szereg wydawców amsterdamskich zaczęło wydawać odbitki w tej technice.
Pierwszy opublikowany opis tej techniki znajduje się w trzecim wydaniu z 1745 roku podręcznika akwaforty autorstwa francuskiego artysty Abrahama Bosse, De la manière de graver à l’eaux-forte et au burin..., opublikowano po raz pierwszy sto lat wcześniej.
W drugiej połowie XVIII wieku zaczęto stosować tę technikę do kolorowania bardziej wyszukanych odbitek, które wydawano także w wersji monochromatycznej. Kolorowe odbitki były znacznie droższe i prawdopodobnie przeznaczone do oprawy. Różniące się schematy kolorów w różnych wersjach niektórych wydruków sugerują, że czasami kolorowe wersje były wybierane indywidualnie na konkretne zamówienie. W Anglii jednym z pierwszych użytkowników à la poupée w mezzotincie w latach dwudziestych XVIII wieku był Elisha Kirkall, a Robert Laurie, rytownik map i innych motywów w dalszej części stulecia, rozszerzył liczbę używanych kolorów, przyczyniając się do ponownego spopularyzowania techniki.

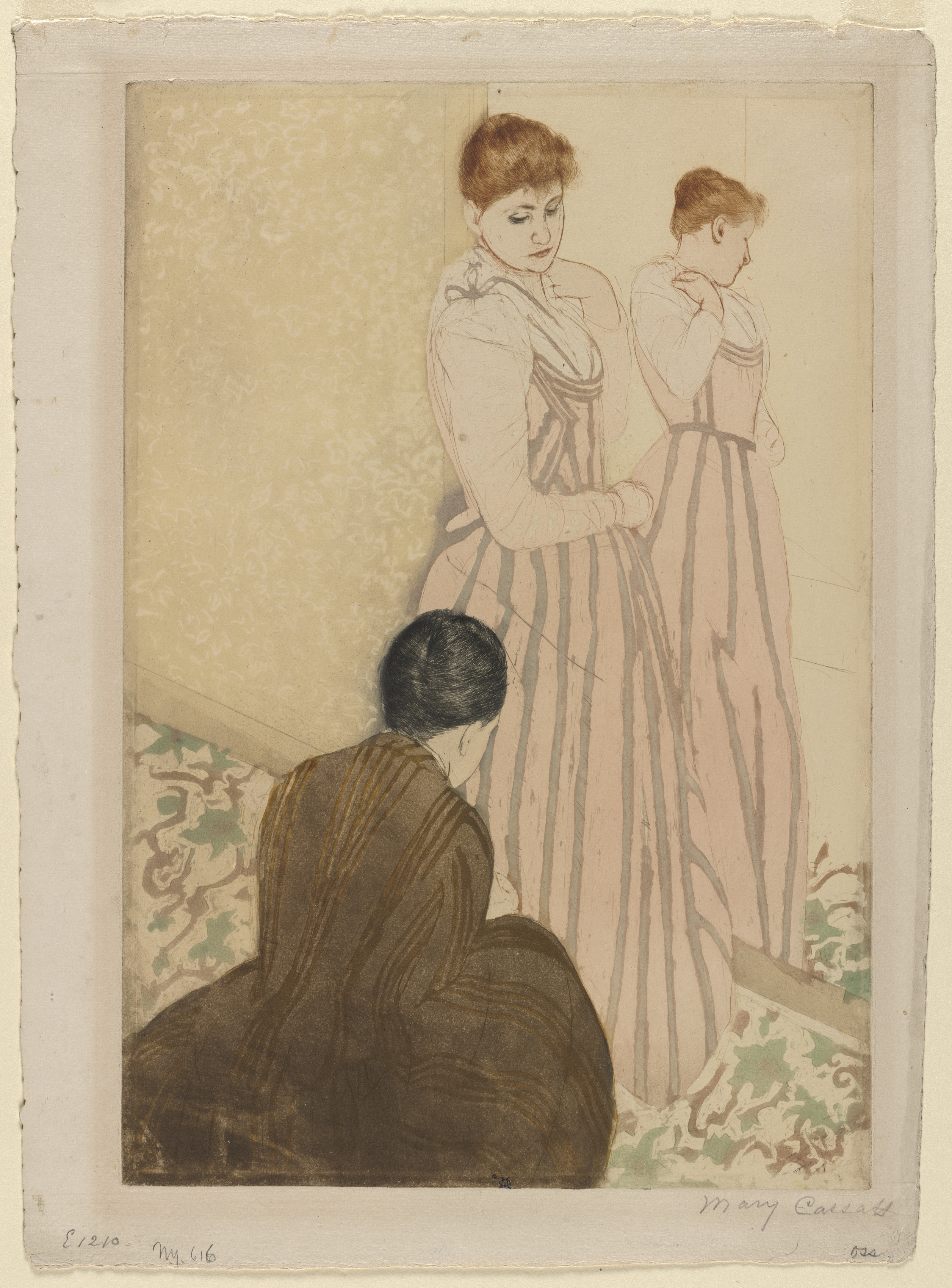
Mary Cassatt, Przebieranie się, 1890, sucha igła łączona z akwatintą, tusz naniesiony techniką poupée przez samą artystkę

Pod koniec wieku Włoch Francesco Bartolozzi i jego uczniowie często korzystali z tego sposobu, a we Francji używano go do ilustrowania luksusowych książek naukowych pełnych grafik ilustratora botanicznego Pierre’a-Josepha Redouté’a, takie jak jego Les Roses (1817–1824). Redouté zlecił wielu artystom, którzy pracowali na podstawie jego akwarel, drukowanie ich metodą à la poupée, a następnie ręczne kolorowanie szczegółów, gdy było to konieczne.
Wraz z rozwojem innych, tańszych metod druku kolorowego w połowie XIX wieku, à la poupée zaczęła zanikać. Jednak pod koniec stulecia zestaw dziesięciu grafik autorstwa Mary Cassatt stał się wczesnym przykładem zastosowania tej techniki indywidualnie przez znanego artystę, a nie przez pracownika drukarni, który wzorował się na namalowanym modelu. Stosowała ona technikę suchej igły, akwaforty i akwatinty, a kolory nakładała metodą à la poupée. Odbitki były inspirowane japońskimi drzeworytami, zwłaszcza tymi autorstwa Utamaro Kitagawy, które powstawały przy użyciu skomplikowanych, wielokrotnych bloków. Technikę tę stosował również Peter Ilsted, głównie przy drukowaniu mezzotint. Z kolei francuski grafik Manuel Robbe używał go w technice akwatinty. Różni późniejsi artyści niekiedy stosowali tę technikę.

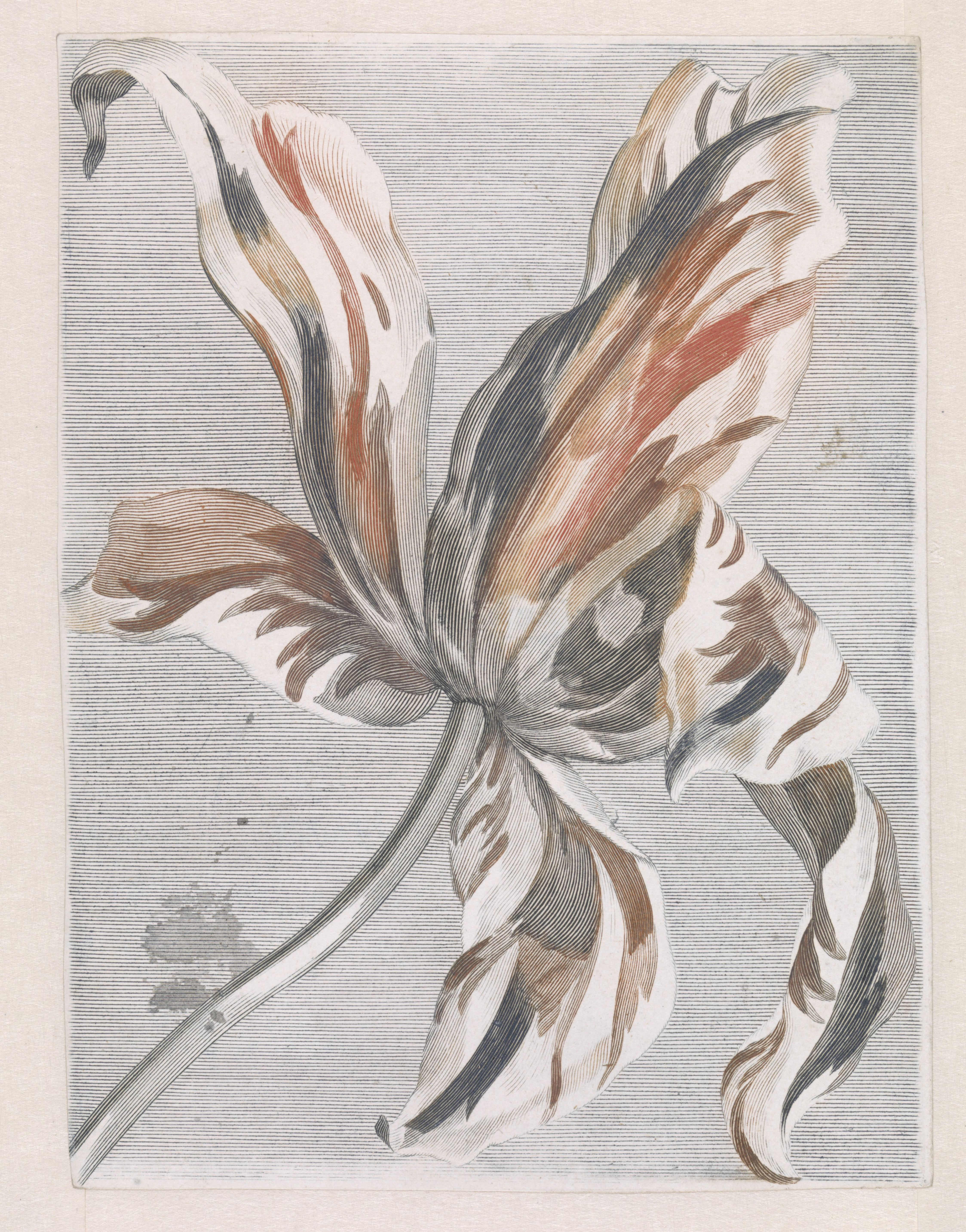
Holenderski druk à la poupée w trzech kolorach, przedstawiający tulipana, ok. 1690. Warsztat Johannesa Teylera
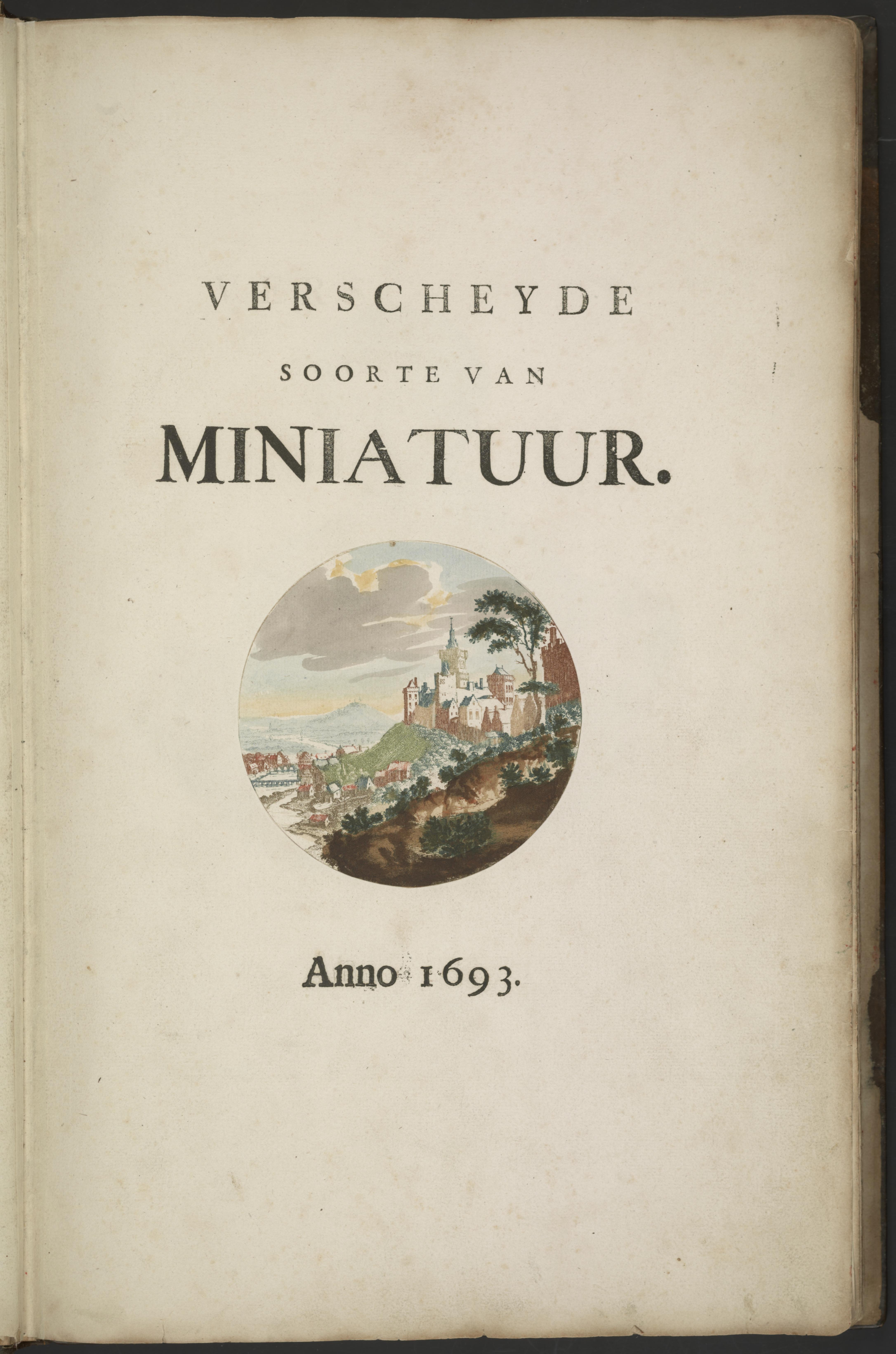
Strona tytułowa Verscheyde soorte van miniatuur Johannesa Teylera, 1693, Kolekcja Rosenwalda, Biblioteka Kongresu
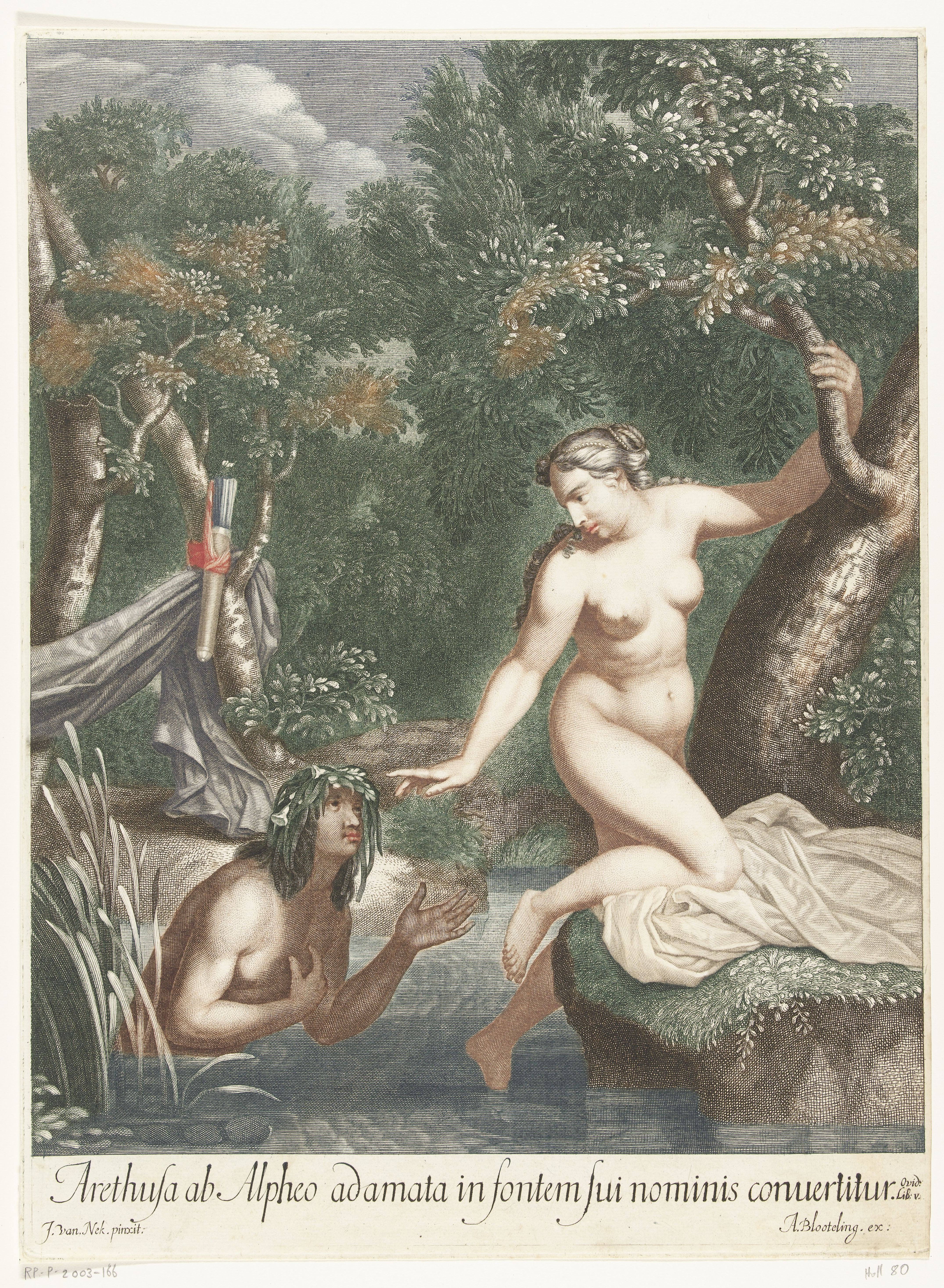
Alpheus i Arethusa, 1655-1690, Abraham Bloteling według Jana van Necka
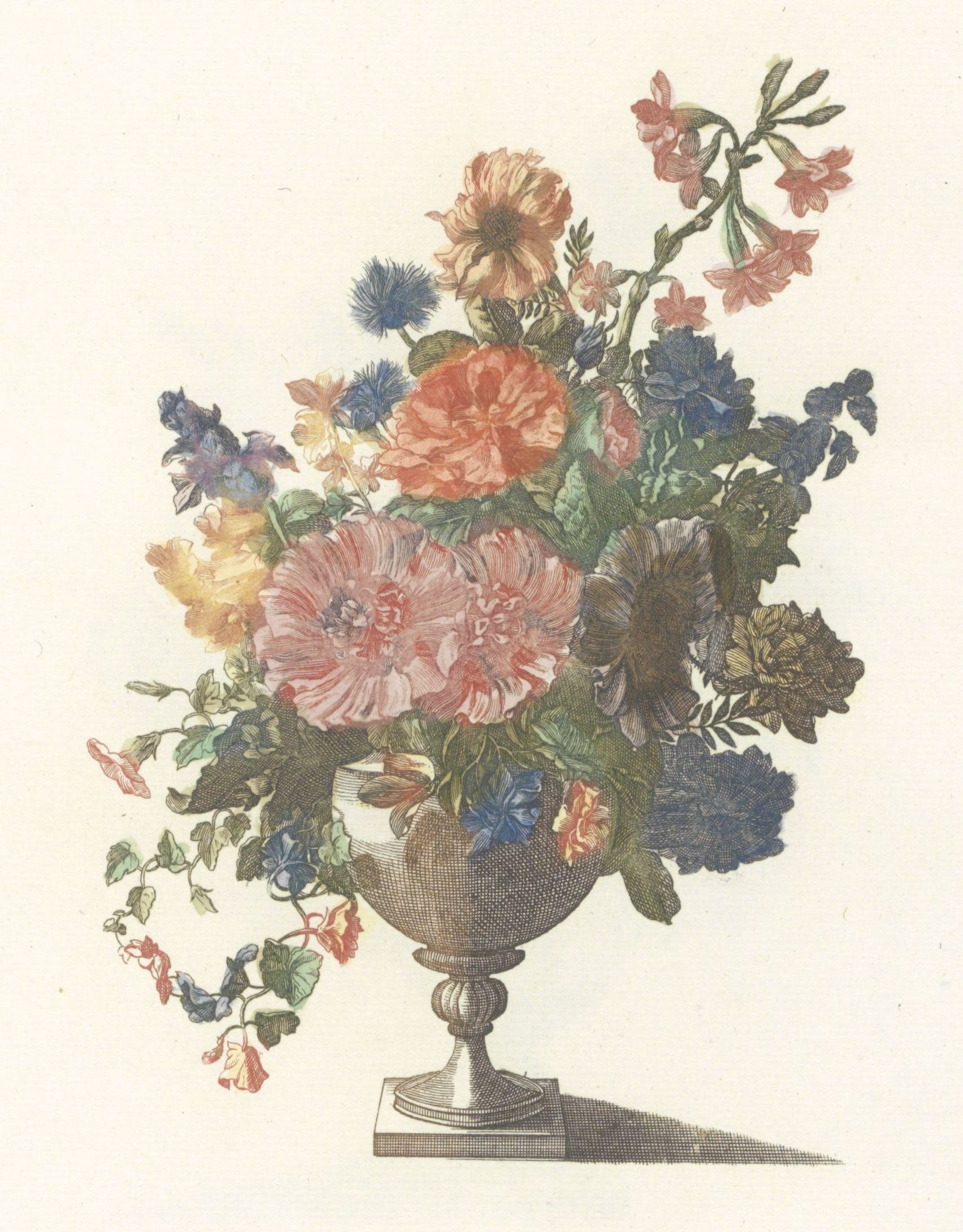
Wazon z kwiatami: druk wykonany czterema kolorami metodą à la poupée, z dodatkowym malowaniem ręcznym, warsztat Teylera, 1688-98
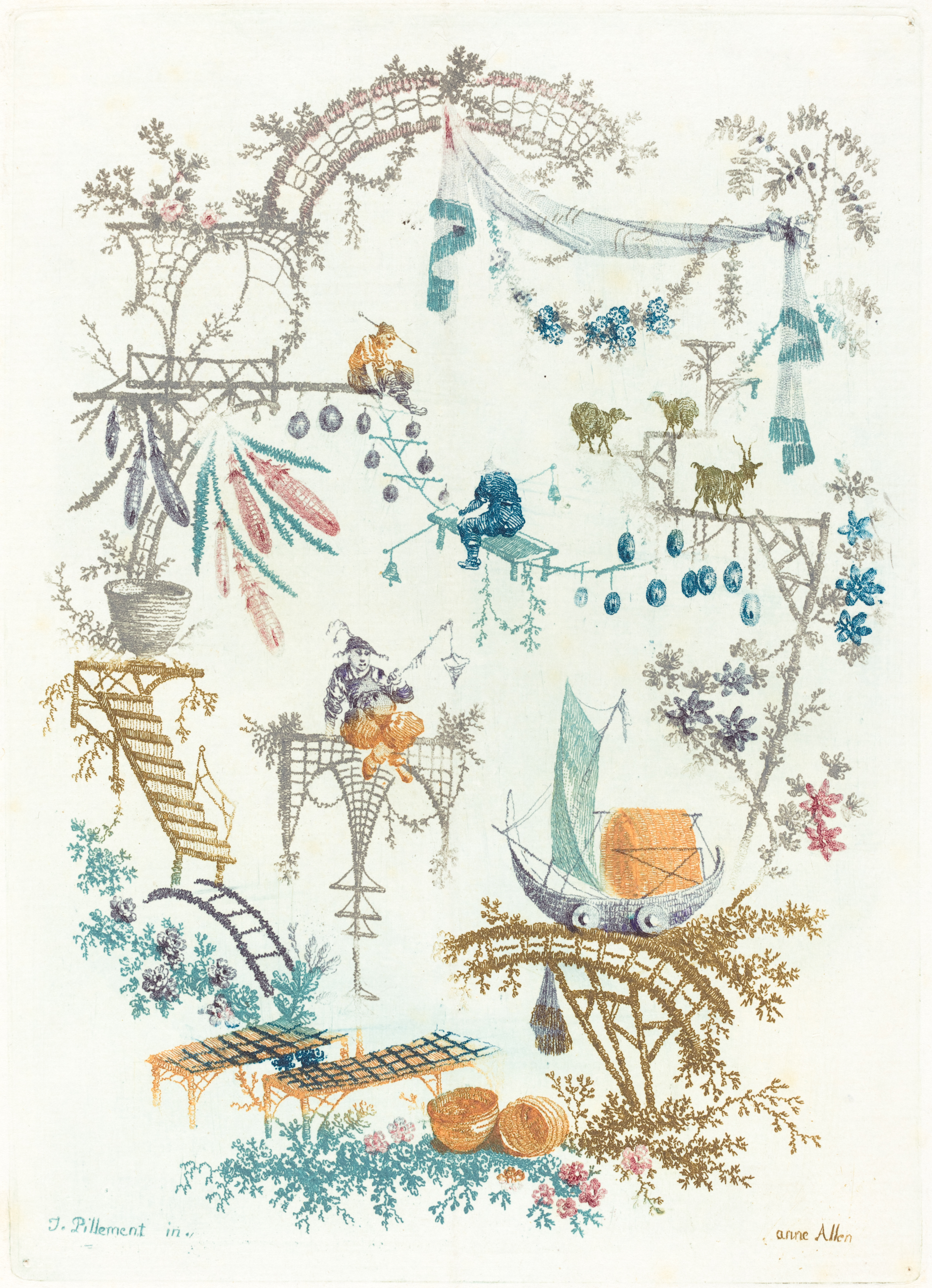
Grafika wynonana przez Anne Allen według Jean-Baptiste’a Pillementa, akwaforta, chińska arabeska z łodzią, początek lat 60. XVIII wieku
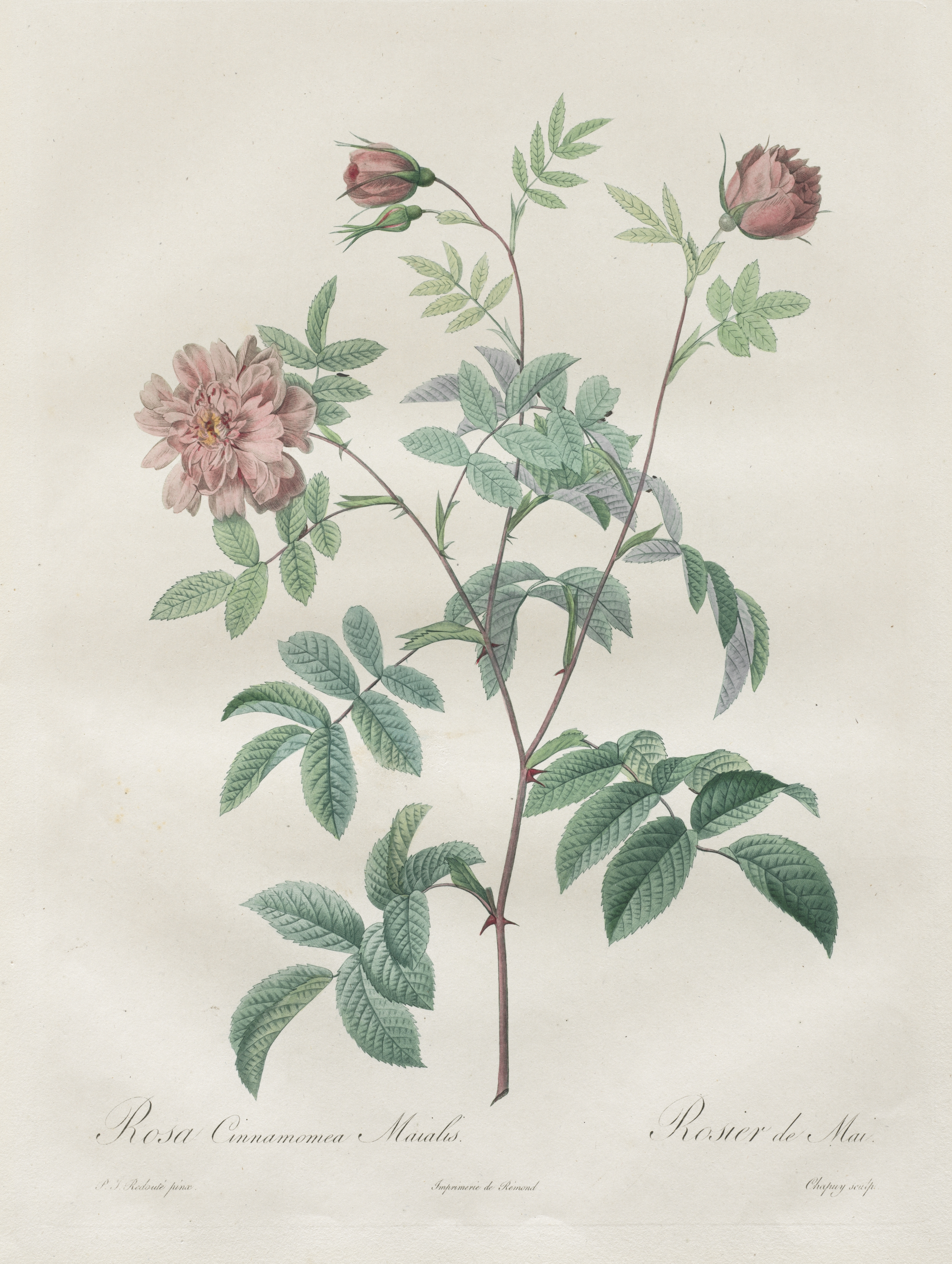
Grafika Pierre’a-Josepha Redouté’a, ilustracja z Les Roses, Rosa cinnamomea, 1817, ręcznie kolorowana